# Championnat d'Espagne de hockey sur glace 1997-1998
Saison précédente Saison suivante
La saison 1997-1998 est la 24e saison du championnat d'Espagne de hockey sur glace. Cette saison, le championnat porte le nom de Superliga Española.

## Clubs de la Superliga 1997-1998
- FC Barcelone
- ARD Gasteiz
- CH Jaca
- Majadahonda HC
- CG Puigcerdà
- Txuri Urdin

## Première Phase

### Classement
| # | Club           | Joués | V  | N | D  | bp:bc  | +/- | Points |
| - | -------------- | ----- | -- | - | -- | ------ | --- | ------ |
| 1 | CH Jaca        | 15    | 13 | 2 | 0  | 103:43 | +40 | 28     |
| 2 | Majadahonda HC | 15    | 7  | 2 | 6  | 90:88  | +2  | 16     |
| 3 | ARD Gasteiz    | 15    | 6  | 3 | 6  | 68:70  | -2  | 15     |
| 4 | CG Puigcerdà   | 15    | 8  | 0 | 7  | 77:75  | +2  | 15     |
| 5 | Txuri Urdin    | 15    | 5  | 1 | 9  | 79:87  | -8  | 11     |
| 6 | FC Barcelone   | 15    | 1  | 2 | 12 | 58:92  | -34 | 4      |

## Séries finales
Les séries se jouent en matchs aller/retour pour les demi-finales et au meilleur des trois matchs pour la finale.

### Demi-finales
| Équipes      | 1 | 2 |
| CH Jaca      | 2 | 3 |
| CG Puigcerdà | 5 | 6 |

| Équipes        | 1  | 2 |
| Majadahonda HC | 10 | 8 |
| ARD Gasteiz    | 3  | 4 |

### Finale
| Équipes        | 1  | 2 | 3 | Série |
| CG Puigcerdà   | 5  | 3 |   | 0     |
| Majadahonda HC | 12 | 6 |   | 2     |

Le Majadahonda HC est sacré Champion d'Espagne de hockey sur glace 1998-1999, et ce, pour la première fois de son histoire.